# ITM Cup
De ITM Cup is hoogste rugby union  competitie van  Nieuw-Zeeland, ze wordt gespeeld vanaf eind augustus to begin november. Ze werd opgestart in 2006 met 14 teams nadat de National Provincial Championship (NPC) werd geplitst in deze professionele competitie en de Heartland Championship competitie (amateurs).
Bij het huidige format bestaat de competitie uit 2 afdelingen van zeven ploegen, waarvan de top 4 naar de play offs gaan om de titel. Doorheen de gehele competitie wordt ook gespeeld om de Ranfurly Shield.